# Hayrioğlu, İnebolu
Hayrioğlu là một xã thuộc huyện İnebolu, tỉnh Kastamonu, Thổ Nhĩ Kỳ. Dân số thời điểm năm 2008 là 44 người.